# 18 juillet en sport
18 juin 18 août
Chronologies thématiques
- Croisades
- Ferroviaires
- Disney

Le 18 juillet (199e jour de l'année ou 200e en cas d'année bissextile) en sport.

## Événements

### XVIIIesiècle
- 1790 :
  - (Joutes nautiques) : tournoi de joutes nautiques à Paris sur la Seine à l’occasion de la Fête de la Fédération.

### XIXesiècle
- 1854 :
  - (Boxe) : Tom Paddock défait Aaron Jones à Long Reach en 121 tours[1].
- 1874 :
  - (Aviron) : régate universitaire entre Harvard et Yale. Harvard s'impose[2].

### XXesièclede1901à1950
- 1926 :
  - (Sport automobile) : Grand Prix automobile d'Espagne.

### XXesièclede1951à2000
- 1953 :
  - (Sport automobile) : Grand Prix automobile de Grande-Bretagne.
- 1959 :
  - (Formule 1) : cinquième grand prix de la saison 1959 en Grande-Bretagne, remporté par Jack Brabham sur Cooper-Climax.
- 1965 :
  - (Formule 1) : Grand Prix automobile des Pays-Bas.
- 1970 :
  - (Formule 1) : Grand Prix automobile de Grande-Bretagne.
- 1976 :
  - (Formule 1) : Grand Prix automobile de Grande-Bretagne.
  - (Gymnastique) : aux Jeux olympiques de Montréal, Nadia Comăneci obtient une note de 10 aux barres asymétriques.
- 1979 :
  - (Rallye automobile) : arrivée du Rallye de Nouvelle-Zélande.
- 1981 :
  - (Formule 1) : Grand Prix automobile de Grande-Bretagne.
- 1982 :
  - (Formule 1) : Grand Prix automobile de Grande-Bretagne.

### XXIesiècle
- 2015 :
  - (Cyclisme sur route /Tour de France) : dans la 14e étape du Tour de France, victoire du britannique Steve Cummings. Au général Christopher Froome conserve les commandes.
  - (Escrime /Championnats du monde) : dans l'épreuve de l'épée, l'Ukraine chez les hommes et la Chine chez les femmes remportent les titres de Champions du monde par équipes.
- 2016 :
  - (Cyclisme sur route /Tour de France) : sur la 16e étape du Tour de France 2016, victoire du slovaque Peter Sagan devant les norvégiens Alexander Kristoff et Sondre Holst Enger. Le britannique Christopher Froome garde le maillot jaune.
- 2017 :
  - (Cyclisme sur route /Tour de France) : sur la 16e étape du Tour de France 2017 qui relie Le Puy-en-Velay à Romans-sur-Isère, victoire de l'australien Michael Matthews qui devance le norvégien Edvald Boasson Hagen et l'allemand John Degenkolb. Le britannique Christopher Froome conserve le maillot jaune.
  - (Natation /Championnats du monde) : sur la 4e journée des Championnats du monde de natation, victoire du néerlandais Ferry Weertman du 10km nage en eau libre puis en natation synchronisée par équipes, ce sont les russes Anastasia Bayandina, Vlada Chigireva, Kalinina Veronika, Maria Shurochkina, Daria Bayandina, Maryna Golyadkina, Polina Komar et Darina Valitova qui s'imposent. En Plongeon par équipes, victoire des français Matthieu Rosset et Laura Marino.
  - (Pentathlon moderne /Championnats d'Europe) : sur le relais féminin des Championnats d'Europe de pentathlon moderne, victoire des allemandes Annika Schleu et Lena Schöneborn.
- 2021 :
  - (Compétition automobile /Formule 1) : sur le Grand Prix automobile de Grande-Bretagne disputé sur le circuit de Silverstone, le britannique Lewis Hamilton s'impose à domicile pour la 8e fois, devant le monégasque Charles Leclerc et le finlandais Valtteri Bottas qui complète le podium[3].
  - (Cyclisme sur route /Tour de France) : le slovène Tadej Pogačar remporte son deuxième Tour de France, il est meilleur grimpeur et meilleur jeune. sur la 21e étape du Tour de France qui se déroule entre Chatou et l'avenue des Champs-Élysées à Paris, sur une distance de 108,4 kilomètres, victoire du belge Wout van Aert au sprint[4].
- 2023 :
  - (Cyclisme sur route /Tour de France) : sur la 16e étape du Tour de France qui se déroule sous forme de contre-la-montre individuel entre Passy et Combloux, sur une distance de 22,4 kilomètres, victoire du Danois Jonas Vingegaard qui conforte son maillot jaune[5].
- 2024 :
  - (Cyclisme sur route /Tour de France) : sur la 18e étape du Tour de France qui se déroule entre Gap (Hautes-Alpes) et Barcelonnette (Alpes-de-Haute-Provence), sur une distance de 179,6 kilomètres[6], victoire au sprint du Belge Victor Campenaerts. Le slovène Tadej Pogačar conserve le maillot jaune[7].

## Naissances

### XIXesiècle
- 1848 :
  - W. G. Grace, joueur de cricket anglais. (22 sélections en Test cricket). († 23 octobre 1915).
- 1855 :
  - Axel Paulsen, patineur artistique norvégien. Inventeur du saut l'Axel. († 9 février 1938).
- 1867 :
  - William Dod, archer britannique. Champion olympique du Double York round aux jeux de Londres 1908. († 8 octobre 1954).
- 1879 :
  - Adolf Spinnler, gymnaste suisse. Champion olympique du combiné 3 épreuves et médaillé de bronze du concours multiple individuel gymnastique et athlétisme aux Jeux de Saint-Louis 1904. († 20 novembre 1951).
- 1883 :
  - Edith Dorothy Holman, joueuse de tennis britannique. Médaillée d'argent en simple aux Jeux d'Anvers 1920. († ? 1968).
- 1884 :
  - Jan Košek, footballeur bohémien. (3 sélections en équipe nationale). († 30 décembre 1927).
- 1891 :
  - André Labatut, épéiste et fleurettiste français. Médaillé d'argent du fleuret par équipes aux Jeux d'Anvers, champion olympique du fleuret et de l'épée par équipes aux Jeux de Paris 1924 puis médaillé d'argent du fleuret par équipes aux Jeux d'Amsterdam 1928. († 30 septembre 1977).
- 1892 :
  - Arthur Friedenreich, footballeur brésilien. Vainqueur des Copa América 1919 et 1922. (17 sélections en équipe nationale). († 6 septembre 1969).
- 1897 :
  - Ernest Eldridge, pilote de courses automobile britannique. († 27 octobre 1937).
  - Henri Galau, joueur de rugby à XV français. Médaillé d'argent aux Jeux de Paris 1924. (5 sélections en équipe de France). († 1er février 1950).

### XXesièclede1901à1950
- 1914 :
  - Gino Bartali, cycliste sur route italien. Vainqueur des Tours d'Italie 1936, 1937 et 1946, des Tours de France 1938 et 1948, des Tours de Suisse 1946 et 1947, des Tours de Lombardie 1936, 1939 et 1940, des Milan-San Remo 1939, 1940, 1947 et 1950. († 5 mai 2000).
  - Oscar Heisserer, footballeur puis entraîneur français. (25 sélections en équipe de France). († 7 octobre 2004).
- 1920 :
  - Eric Brandon, pilote de courses automobile britannique. († 8 août 1982).
- 1922 :
  - Jean de Gribaldy, cycliste sur route puis directeur sportif français. († 2 janvier 1987).
- 1924 :
  - Inge Sørensen, nageuse danoise. Médaillée de bronze du 200m brasse aux Jeux de Berlin de 1936. († 9 mars 2011).
- 1925 :
  - Shirley Strickland, athlète de sprint et de haies australienne. Médaillée d'argent du relais 4×100m puis de bronze du 100m et du 80m haies aux Jeux de Londres 1948, championne olympique du 80m haies et médaillée de bronze du 100m aux Jeux d'Helsinki 1952 puis championne olympique du 80m haies et du relais 4×100m aux Jeux de Melbourne 1956. († 11 février 2004).
  - Ion Dumitrescu, tireur roumain. Champion olympique de la fosse olympique aux Jeux de Rome 1960. († ? 1999).
- 1929 :
  - Dick Button, patineur artistique puis consultant TV américain. Champion olympique en individuel aux Jeux de Saint-Moritz 1948 puis aux Jeux d'Oslo 1952. Champion du monde de patinage artistique en individuel 1948, 1949, 1950, 1951 et 1952. († 30 janvier 2025).
- 1935 :
  - Tenley Albright, patineuse artistique individuelle américaine. Médaillée d'argent en individuelle aux Jeux d'Oslo 1952 puis championne olympique aux Jeux de Cortina d'Ampezzo 1956. Championne du monde de patinage artistique en individuelle 1953 et 1955.
- 1936 :
  - Ted Harris, hockeyeur sur glace canadien.
- 1938 :
  - John Connelly, footballeur anglais. Champion du monde de football 1966. (20 sélections en équipe nationale). († 25 octobre 2012).
  - Renzo Pasolini, pilote de vitesse moto italien. († 20 mai 1973).
- 1940 :
  - Joe Torre, joueur de baseball puis manager américain.
- 1942 :
  - Giacinto Facchetti, footballeur italien. Champion d'Europe de football 1968. Vainqueur de la Coupe des clubs champions 1964 et 1965. (94 sélections en équipe nationale). († 4 septembre 2006).
- 1944 :
  - David Hemery, athlète de haies et de sprint britannique. Champion olympique du relais du 400m haies aux Jeux de Mexico 1968 puis Médaillé d'argent du relais 4×400m et médaillé de bronze du 400m haies aux Jeux de Munich 1972. Détenteur du Record du monde du 400 m haies du 15 octobre 1968 au 2 septembre 1972.
- 1946 :
  - Jacques Novi, footballeur puis entraîneur français. (20 sélections en équipe de France).
- 1948 :
  - Ruud Geels, footballeur néerlandais. Vainqueur de la Coupe des clubs champions 1970. (20 sélections en équipe nationale). († 18 novembre 2023).
- 1949 :
  - Dennis Lillee, joueur de cricket australien. (70 sélections en test cricket).

### XXesièclede1951à2000
- 1957 :
  - Nick Faldo, golfeur britannique. Vainqueur des British Open 1987, 1990 et 1992 et des Masters 1989, 1990 et 1996.
- 1960 :
  - Lamine Guèye, skieur alpin sénégalais.
- 1963 :
  - Marc Girardelli, skieur alpin luxembourgeois. Médaillé d'argent du slalom géant et du super-G aux Jeux d'Albertville 1992. Champion du monde de ski alpin du combiné 1987, 1989 et 1996. Champion du monde du slalom 1991.
- 1966 :
  - Dan O'Brien, athlète d'épreuves combinées américain. Champion olympique du décathlon aux Jeux d'Atlanta en 1996. Champion du monde d'athlétisme du décathlon 1991, 1993 et 1995.
- 1967 :
  - Mario Posch, footballeur puis entraîneur autrichien.
- 1971 :
  - Abdel-Kader Chékhémani, athlète de demi-fond français.
- 1974 :
  - Derek Anderson, basketteur américain.
- 1975 :
  - Emmanuel Hostache, bobeur, athlète de lancers et haltérophile français. Médaillé de bronze en bob à 4 aux Jeux de Nagano en 1998. Champion du monde de bob à 4 1999. († 31 mai 2007).
- 1979 :
  - Mélina Robert-Michon, athlète de lancers française. Médaillée d'argent du disque aux Mondiaux d'athlétisme 2013. Médaillée d'argent du disque aux CE d'athlétisme 2014.
- 1981 :
  - Miguel Avramovic, joueur de rugby à XV argentin. (17 sélections en équipe nationale).
  - Dennis Seidenberg, hockeyeur sur glace allemand.
- 1982 :
  - Gaël Angoula, footballeur franco-camerounais.
- 1984 :
  - Allen Craig, joueur de baseball américain.
  - Javier Moreno, cycliste sur route italien.
- 1985 :
  - Mara Navarria, épéiste italienne. Championne du monde d'escrime en individuelle 2018.
- 1986 :
  - Corina Căprioriu, judokate roumaine. Médaillée d'argent des -57 kg aux Jeux de Londres 2012. Championne d'Europe de judo des -57 kg 2010.
  - Simon Clarke, cycliste sur route australien.
  - Walter Sharpe, basketteur américain.
- 1987 :
  - Lakdar Boussaha, footballeur français.
- 1988 :
  - Alfredo Aguilar, footballeur paraguayen. (3 sélections en équipe nationale).
  - Eugenio Mena, footballeur chilien. Vainqueur des Copa América 2015 et 2016. (72 sélections en équipe nationale).
  - Lance Jeter, basketteur américain.
- 1989 :
  - Aljaž Bedene, joueur de tennis slovène puis britannique.
  - Jamie Benn, hockeyeur sur glace canadien. Champion olympique aux Jeux de Sotchi 2014.
  - Yohan Mollo, footballeur français.
- 1991 :
  - Murphy Burnatowski, basketteur canadien.
  - Mireya González, handballeuse espagnole. Victorieuse de la Coupe Challenge de handball féminin 2015, de la Ligue des champions féminine 2018 et Coupe de l'EHF féminine 2019. (121 sélections en équipe nationale).
  - Viktor Minibaev, plongeur russe. Médaillé de bronze du haut-vol à 10 m synchronisé aux Jeux de Tokyo 2020. Champion d'Europe de plongeon à 10m et mixte 2014, champion d'Europe de plongeon en mixte 2015 et 2016, du synchronisé à 10 m 2018 et 2019 puis par équipe mixte 2020.
- 1992 :
  - Thanasis Antetokounmpo, basketteur grec. (28 sélections en équipe nationale).
- 1993 :
  - Nabil Fekir, footballeur franco-algérien. Champion du monde football 2018. (30 sélections avec l’équipe de France).
  - Mieke Kröger, cycliste sur piste et sur route allemande. Championne olympique de la poursuite par équipes aux Jeux de Tokyo 2020. Championne du monde de cyclisme sur route du contre la montre par équipes 2015 et du contre la montre relais mixte 2021.
  - Pablo Matera, joueur de rugby à XV et à sept argentin. (98 sélections avec l'équipe de rugby à XV et 10 avec celle de rugby à sept).
  - Leanne Riley, joueuse de rugby à XV anglaise. (57 sélections en équipe nationale).
  - Yolande Touba, handballeuse camerounaise. (60 sélections en équipe nationale).
- 1994 :
  - Kim Jong-ho, archer sud-coréen. Champion du monde de tir à l'arc classique par équipe mixte 2015 et 2017 puis à la poulie par équipes hommes 2019. Champion d'Asie de tir à l'arc classique par équipe mixte 2015 puis du classique par équipe mixte et par équipes hommes ainsi qu'à à la poulie par équipes homme 2017.
- 1995 :
  - Delphine Lansac, joueuse de badminton française.
  - Nedim Remili, handballeur français. Champion olympique aux Jeux de Tokyo 2020. Champion du monde de handball masculin 2017, médaillé de bronze à ceux de 2021 et d'argent à ceux de 2023. Médaillé de bronze au CE de handball 2018 et Champion d'Europe 2024. (124 sélections en équipe de France).
  - Sui Wenjing, patineuse artistique de couple chinoise. Médaillée d'argent en couple aux Jeux de Pyeongchang 2018 et championne olympique aux Jeux de Pékin 2022. Championne du monde de patinage artistique de couple 2017 et 2019.
- 1996 :
  - Jonas Bager, footballeur danois.
  - Maroussia Paré, athlète de sprint française.
- 1997 :
  - Bam Adebayo, basketteur américano-nigérian.
  - Chiara Kreuzer, sauteuse à ski autrichienne. Championne du monde de saut à ski par équipe 2021.
- 1998 :
  - Gideon Mensah, footballeur ghanéen. (24 sélections en équipe nationale).
  - Adam Mokoka, basketteur français.
- 2000 :
  - Lutsharel Geertruida, footballeur néerlandais. (11 sélections en équipe nationale).
  - Yoram Moefana, joueur de rugby à XV français. Médaillé d'argent aux Jeux de la jeunesse 2018. Vainqueur du Grand Chelem 2022. (27 sélections en équipe de France).

## Décès

### XXesièclede1901à1950
- 1969 :
  - Robert Fournier-Sarlovèze, 68 ans, joueur de polo puis homme politique français. Médaillé de bronze aux Jeux de Paris 1900. Maire de Compiègne de 1904 à 1935, conseiller général de l'Oise de 1904 à 1937 ainsi que député de l'Oise de 1910 à 1914 et de 1919 à 1932. (° 14 janvier 1869).
- 1943 :
  - Jean Alavoine, 55 ans, cycliste sur route français. (° 1er avril 1888).
- 1945 :
  - John Bray, 65 ans, athlète de demi-fond américain. Médaillé de bronze du 1 500m aux Jeux de Paris 1900. (° 19 août 1875).

### XXesièclede1951à2000
- 1955 :
  - Arthur Shaw, 69 ans, athlète de haies américain. Médaillé de bronze du 110m haies aux Jeux de Londres 1908. (° 28 avril 1886).
- 1960 :
  - Terry Turner, 79 ans, joueur de baseball américain. (° 28 février 1881).
- 1967 :
  - Nico de Wolf, 79 ans, footballeur néerlandais. Médaillé de bronze aux Jeux de Stockholm 1912. (5 sélections en équipe nationale). (° 27 octobre 1887).
- 1986 :
  - Stanley Rous, 91 ans, arbitre et dirigeant de football anglais. Président de la FIFA de 1961 à 1974. (° 25 avril 1895).
- 1991 :
  - Magnus Goodman, 93 ans, hockeyeur sur glace puis entraîneur canadien. Champion olympique aux Jeux d'Anvers 1920. (° 18 mars 1898).
- 1995 :
  - Fabio Casartelli, 25 ans, cycliste sur route italien. Champion olympique sur route aux Jeux de Barcelone 1992. (° 16 août 1970).
- 2000 :
  - René Chocat, 79 ans, basketteur français. Médaillé d'argent aux Jeux de Londres 1948. Médaillé d'argent au CE de basket-ball 1949 puis de bronze à ceux de 1951 et 1953. (68 sélections en équipe de France). (° 28 novembre 1920).

### XXIesiècle
- 2001 :
  - Alexandre Jany, 72 ans, nageur français. Médaillé de bronze du 4 × 200 m nage libre aux Jeux de Londres 1948 et aux Jeux d'Helsinki 1952. Champion d'Europe de natation du 100 m et du 400 m nage libre et médaillé d'argent du relais 4×200 m 1947 et 1950. Auteur de 7 records du monde. (° 5 janvier 1929).
- 2005 :
  - Bill Hicke, 67 ans, hockeyeur sur glace canadien. (° 31 mars 1938).
- 2007 :
  - Gary Lupul, 48 ans, hockeyeur sur glace canadien (° 20 avril 1959).
- 2008 :
  - Edouard Fachleitner, 87 ans, cycliste sur route français. (° 24 février 1921).
- 2009 :
  - Ricardo Londoño, 59 ans, pilote de courses automobile colombien. (° 8 août 1949).
- 2012 :
  - Jack Matthews, 92 ans, joueur de rugby à XV gallois. Vainqueur du Tournoi des cinq nations 1947 et du Grand Chelem 1950. (17 sélections en équipe nationale). (° 21 juin 1920).